# René de Prie
René de Prie (ur. w 1451 w Turenii, zm. 9 września 1519 w La Vieille-Lyre) – francuski kardynał.

## Życiorys
Urodził się w 1451 roku w Turenii, jako syn Antoine’a de Prie i Madeliene d'Ambois. Dzięki protekcji swojego kuzyna Georgesa d'Amboise uzyskał beneficja: został protonotariuszem apostolskim, archidiakonem w Blois i skarbnikiem królewskim. 3 sierpnia 1498 roku został mianowany biskupem Bayeux. Po przyjęciu sakry udał się do Nantes, gdzie poświadczył małżeństwo Ludwika XII i Anny Bretońskiej. Na polecenie króla Francji, udał się do Étaples, gdzie podpisał traktat z Henrykiem VII. 18 grudnia 1506 roku został kreowany kardynałem prezbiterem i otrzymał kościół tytularny Santa Lucia in Septisolio. Po aresztowaniu kardynała François Guillaume de Clermonta wyjechał z Rzymu, by być pod opieką Ludwika XII i towarzyszył mu w ekspedycji mediolańskiej w 1510 roku. Za wzięcie udziału w soborze pizańskim, Juliusz II pozbawił go godności kardynalskiej i ekskomunikował 24 października 1511 roku. Rok później de Prie napisał list do Uniwersytetu Paryskiego protestując przeciwko tezom Tommaso Vio. W 1514 roku został zrehabilitowany przez Leona X, który przywrócił mu tytuł kardynalski. Niebawem został mianowany biskupem Limoges, jednak po dwóch latach zrezygnował z zarządzania diecezjami. Zmarł 9 września 1519 roku w La Vieille-Lyre.